# Szlasy-Leszcze
Szlasy-Leszcze – wieś w Polsce, w województwie mazowieckim, w powiecie przasnyskim, w gminie Krasne.
Wieś wchodzi w skład sołectwa Brzozowo Wielkie
Do 2023 miejscowość była częścią wsi Brzozowo Wielkie.
Wierni Kościoła rzymskokatolickiego należą do parafii św. Mateusza w Zielonej.
W latach 1975–1998 miejscowość administracyjnie należała do województwa ciechanowskiego.